# Ammassalik Ø
Ammassalik Ø är en ö i Ammassalik på Grönland. Dess yta är 772 km2. Den hade 1 849 invånare år 2005.
Terrängen på Ammassalik Ø är kuperad. Öns högsta punkt är 1 307 meter över havet. Ön sträcker sig 37,4 kilometer i nord-sydlig riktning, och 33,4 kilometer i öst-västlig riktning.
Samhället Tasiilaq ligger på Ammassalik Ø.